# Ruck (rugby union)

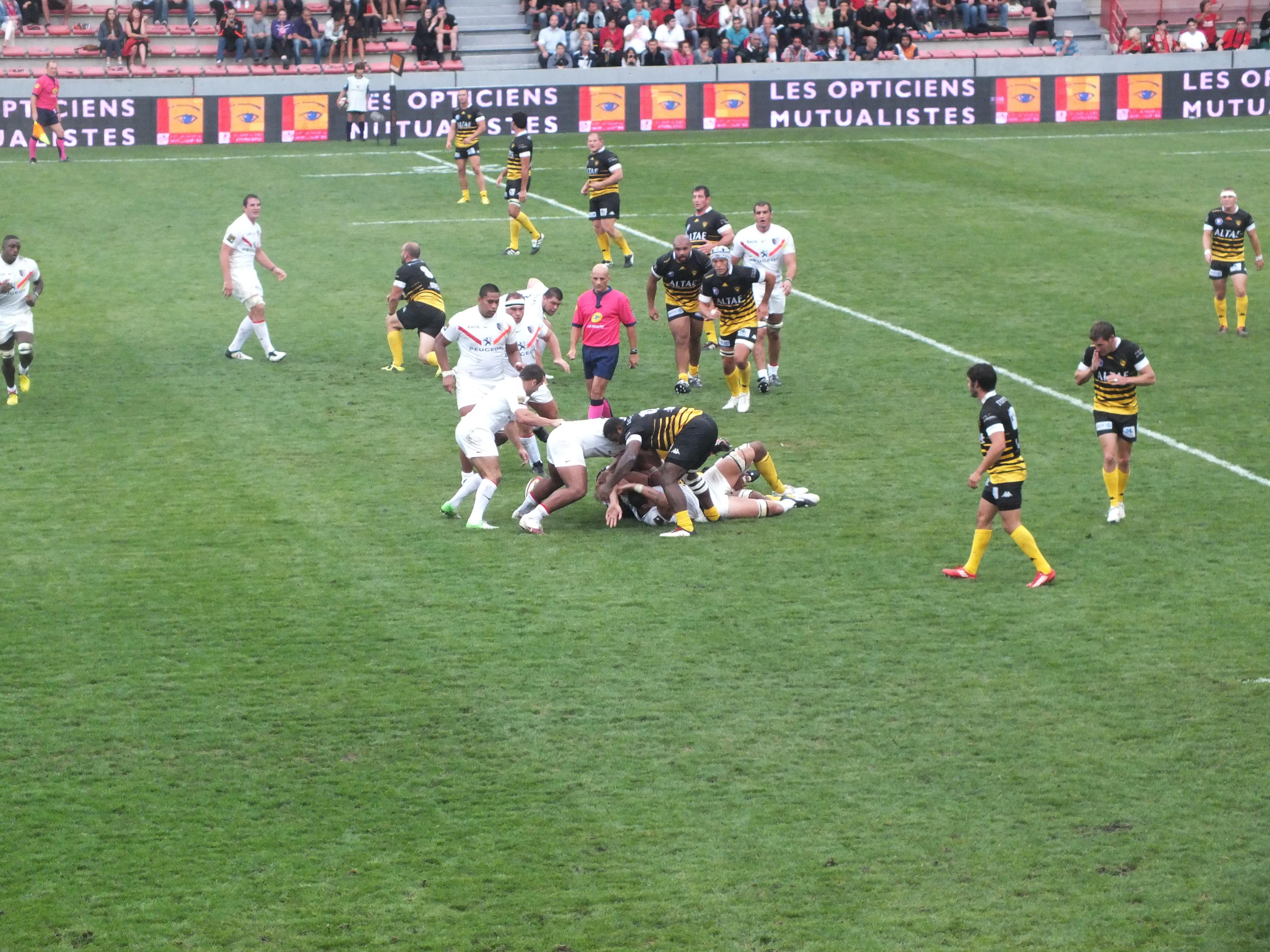
Ruck

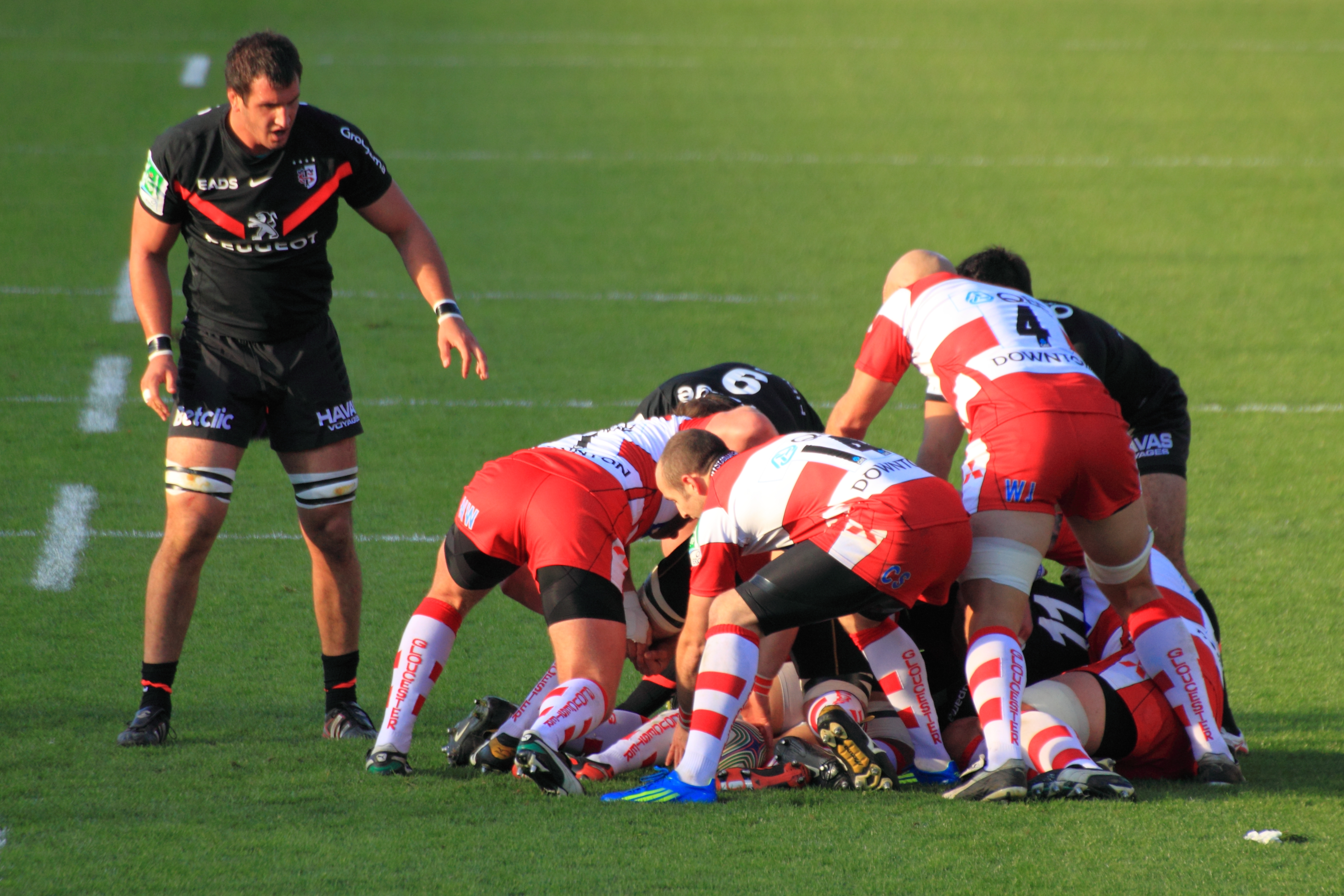
Wyjmowanie piłki z rucka

Ruck (wym. [rʌk], ruckⓘ) – jeden ze stałych fragmentów gry w rugby union, często zdarzających się podczas meczu, stanowiący sposób rywalizacji o piłkę leżącą na ziemi, najczęściej rozgrywany po szarży.

## Cel i sposób rozegrania rucka
Ruck to stały fragment gry w rugby union, podczas którego jeden lub więcej zawodników z każdej drużyny, pozostając w kontakcie fizycznym i stojąc na nogach, zamykają przestrzeń ponad leżącą na ziemi piłką. Stanowi on jeden ze sposobów zakończenia szarży lub autu, a jego celem jest umożliwienie rywalizacji o piłkę leżącą na ziemi.
Walka o piłkę podczas rucka polega na przepychaniu zawodników drużyny przeciwnej nad piłką lub na ruckingu (próbie utrzymania lub przejęcia piłki za pomocą nóg, dozwolonej pod warunkiem, że jest to czynione w sposób bezpieczny dla innych zawodników). Zawodnicy znajdujący się na ziemi (niestojący na nogach) muszą próbować odsunąć się od piłki i nie mogą grać piłką ani blokować do niej dostępu.
W momencie rozpoczęcia rucka zaczynają obowiązywać linie spalonego przebiegające przez najdalej wysunięte w stronę własnych linii bramkowych punkty zawodników zaangażowanych w rucku z każdej drużyny (jeśli taki punkt znajduje się za linią bramkową, to linię spalonego z tej strony stanowi linia bramkowa). Zawodnicy dołączający do rucka muszą stać na nogach i dołączać zza linii spalonego. Dołączenie polega na związaniu się z zawodnikiem z tej samej lub przeciwnej drużyny, które poprzedza lub jest równoczesne z kontaktem z jakąkolwiek częścią ciała. 
Zakończenie rucka następuje w momencie, gdy piłka opuści rucka, znajdzie się na polu punktowym lub stanie się niemożliwa do zagrania. W tym ostatnim przypadku sędzia dyktuje młyn (na korzyść drużyny, która jako ostatnia poruszała się do przodu, a jeśli żadna z nich tego robiła – na korzyść drużyny atakującej). Ponadto sędzia widząc, że piłka została wygrana przez jedną z drużyn i jest możliwa do zagrania, wydaje komendę „zagraj” (ang. use it), po której drużyna, która wygrała rucka, ma 5 sekund na zagranie piłki. 
W praktyce po szarży, czyli powaleniu zawodnika niosącego piłkę, który musi natychmiast odłożyć piłkę na ziemię, jego partnerzy starają się jak najszybciej utworzyć nad piłką barierę uniemożliwiającą przeciwnikom jej podniesienie, łącząc się ze sobą. Zawodnicy drużyny przeciwnej z kolei łączą się z obrońcami i próbują ich przepchnąć tak, aby przejść nad piłką, dzięki czemu znajdzie się ona po ich stronie. Zawodnicy w rucku nie mogą podnosić piłki, a jedynie zagrywać ją stopami, natomiast kolejny gracz drużyny (zwykle jest to łącznik młyna) podnosi piłkę spod ich stóp lub wychodzącą z rucka i podaje do partnerów. Zawodnik ten w praktyce kieruje ruckiem, dyrygując swoimi partnerami uczestniczącymi w tej formacji. Jedną z możliwych taktyk rozegrania piłki wygranej w rucku jest zamiast podania tzw. pick-and-go polegające na tym, że zawodnik podnoszący piłkę nie podaje jej do partnerów, a próbuje samemu przedrzeć się przez linię obrony z piłką w rękach
Z uwagi na ograniczoną liczbę zawodników na boisku, w odmianie rugby 7 rucki pojawiają się na boisku rzadziej.

## Błędy podczas rozegrania rucka
Ruck może być przerwany z różnych powodów, a błędy w trakcie jego rozegrania mogą skutkować podyktowaniem rzutu karnego lub wolnego. Do błędów skutkujących przyznaniem rzutu karnego należą m.in.:
- atakowanie rucka bez związania się z innym zawodnikiem znajdującym się w rucku,
- wchodzenie w kontakt z przeciwnikiem powyżej linii barków,
- celowe zawalanie rucka[16],
- dołączenie do rucka ze spalonego[17],
- stawanie na przeciwniku lub niebezpieczne zagrania nogami,
- wykopywanie piłki[7].

Do błędów skutkujących przyznaniem rzutu wolnego należą m.in.:
- trzymanie głowy lub barków przez zawodników zaangażowanych w ruck poniżej linii bioder[18],
- ponowne wprowadzanie piłki do rucka,
- udawanie, że ruck został zakończony[7].

Ponadto niewysłuchanie komendy sędziego „zagraj” czyli niepodjęcie gry wygraną w rucku piłką w ciągu 5 sekund od jej wydania skutkuje podyktowaniem młyna z wrzutem drużyny przeciwnej.

## Historia
We wczesnym rugby zaszarżowany zawodnik nie musiał odkładać piłki – mógł ją trzymać, dopóki nie zgromadzili się przy nim partnerzy i dopiero wówczas umieszczał ja na ziemi z okrzykiem down, rozpoczynając w ten sposób młyn. Zasadę, że piłka musi być odłożona po szarży, wprowadzono w 1877. W 1906 zlikwidowano walkę o piłkę po szarży w rugby league.
W ostatnich dekadach XX w. częstotliwość formowania rucków zaczęła dynamicznie rosnąć (w badaniach stwierdzono, że wraz z maulami podczas meczów Pucharu Świata w Rugby w 2019 było ich ponad pięciokrotnie więcej niż w meczach międzynarodowych rozgrywanych w latach 70. XX wieku).